# Javnik
Javnik is een plaats in Slovenië en maakt deel uit van de gemeente Podvelka in de NUTS-3-regio Koroška. De plaats telde 142 inwoners op 1 januari 2020.